# Karlheinz Hülser
Karlheinz Hülser (* 1942) ist ein deutscher Philosoph und Philosophiehistoriker.

## Leben
Nach einem Studium der Philosophie, Theologie, klassischen Philologie und Soziologie wurde Hülser 1977 mit einer Dissertation über das Frühwerk Wittgensteins am Fachbereich Philosophie und Geschichte der Universität Konstanz promoviert. Er arbeitete in der Folge im Wesentlichen zur Philosophie der Antike. Sein Hauptwerk, die vierbändige Sammlung, Übersetzung und Kommentierung der Fragmente zur Dialektik der Stoiker, ist im Rahmen des Sonderforschungsbereichs 99, Grammatik und Sprachliche Prozesse, der Universität Konstanz entstanden. Als wissenschaftlicher Übersetzer hat er verschiedene Grundlagenwerke zur antiken Philosophie aus dem Englischen und Griechischen ins Deutsche übertragen. Er lehrte an den Universitäten Konstanz und Jena zur antiken und mittelalterlichen Philosophie. 
Von 2012 bis 2015 war er an dem deutsch-französischen Forschungsprojekt „Jurisprudenz und Logik“ beteiligt, von 2020 bis 2023 arbeitete er an dem DFG-Projekt „Stoic Logic of Language – with Chrysippus and Beyond“. Gegenwärtig kooperiert er mit Christian Vassallo an dem von diesem eingeworbenen ERC-Projekt APATHES. Von 1993 bis 2017 war er zudem Verleger und freier Lektor für philosophische Projekte.

## Auszeichnung
2024 verlieh ihm die Gesellschaft für antike Philosophie die Ehrenmitgliedschaft als Auszeichnung für sein wissenschaftliches Lebenswerk.

## Schriften (Auswahl)
- Wahrheitstheorie als Aussagentheorie. Untersuchungen zu Wittgensteins Tractatus (= Monographien zur philosophischen Forschung. Band 177). Forum Academicum in der Verlagsgruppe Athenäum, Hain, Scriptor, Königstein/Taunus (= Dissertation Universität Konstanz 1977).
- Rudolf T. Schmidt: Die Grammatik der Stoiker. Einführung, Übersetzung und Bearbeitung von Karlheinz Hülser. Mit einer kommentierten Bibliographie zur stoischen Sprachwissenschaft (Dialektik) von Urs Egli (= Schriften zur Linguistik. Band 12). Vieweg, Braunschweig/Wiesbaden 1979, Auszüge in Google Books.
- Die Fragmente zur Dialektik der Stoiker. Neue Sammlung der Texte mit deutscher Übersetzung und Kommentaren von Karlheinz Hülser. 4 Bände, Frommann-Holzboog, Stuttgart-Bad Cannstatt 1987–1988, ISBN 3-7728-1034-9.
- Platon für Anfänger: Der Staat. Deutscher Taschenbuch-Verlag, München 2005.
- Megarians and Stoics. In: Luca Castagnoli, Paolo Fait (Hrsg.), The Cambridge Companion to Ancient Logic. Cambridge University Press, Cambridge 2023, S. 55–81.

Übersetzungen
- Geoffrey S. Kirk, John Earle Raven, Malcolm Schofield: Die vorsokratischen Philosophen. Einführung, Texte und Kommentare. J. B. Metzler, Stuttgart 1994, Studienausgabe 2001.
- Anthony A. Long, David Sedley: Die hellenistischen Philosophen. Texte und Kommentare. J. B. Metzler, Stuttgart/Weimar 2000.
- Anthony A. Long (Hrsg.): Handbuch Frühe Griechische Philosophie. Von Thales bis zu den Sophisten. J. B. Metzler, Stuttgart/Weimar 2001.